# Simone Giertz
Simone Luna Louise Söderlund Giertz ( * 1. listopadu 1990 Stockholm) je švédská vynálezkyně, nadšenkyně do robotiky, televizní moderátorka a profesionální YouTuber. Dříve také pracovala jako reportérka na zápasech MMA a také byla editorkou pro oficiální webovou stránku Švédska, Sweden.se.

## Kariéra
Giertz uvedla za jednu ze svých prvních inspirací postavu Šikuly z Kačeřích příběhů. Na vysoké škole studovala inženýrskou fyziku na Královském technologickém institutu ve Stockholmu, ale po jednom roce z vysoké školy odešla. Své "zbytečné roboty", díky kterým se proslavila, začala vytvářet po studiu na Hyper Islandu, kde ji inspirovali lokální komunity open-source hardwaru. Její zájem o elektroniku začal v roce 2013, kdy pro pilotní díl dětského pořadu vytvořila helmu s motorizovaným zubním kartáčkem ("toothbrush helmet"). Později nahrála svůj výtvor na YouTube a tak začala svoji kariéru. 
Giertz se označuje za "královnu zbytečných robotů" a provozuje YouTube kanál, kde využívá své roboty k automatizaci každodenních úkolů. Navzdory jejich fungování z mechanického hlediska, často postrádají praktickou užitečnost pro komický efekt. Mezi její výtvory patří například budík, který dá uživateli facku. Když vytváří své roboty tak se nesnaží vytvořit něco užitečného. Gierz předvedla několik svých výtvorů na The Late Show with Stephen Colbert.
V roce 2016 se připojila k Tested.com, kde společně s Adamem Savagem vytvořila přilbu, která krmila uživatele popcornem. V roce 2017 moderovala, společně s Nissem Hallbergem, švédskou komediální televizní show Manic. Hlavní náplní pořadu bylo ukázat jak přijdou na vtipné a kreativní řešení ke každodenním problémům. V roce 2018, vytvořila speciálního robota na propagaci druhé série seriálu Westworld. Kolem této doby se Giertz rozhodla přestat s konceptem zbytečných robotů, protože už to nebylo to co chtěla dělat.
V dubnu 2018, se zúčastnila konference TED a její přednáška s názvem: "Proč by jste měli tvořit zbytečné věci" má dnes přes 3,9 milionu zhlédnutí.
V červnu roku 2019, vydala video, kde ona a další YouTubeři přeměnily Teslu model 3 v pick-up. Video se stalo virálním a získalo významné pokrytí ve zpravodajství. Po zveřejnění tohoto videa byla pozvána na odhalení oficiálního Tesla pickupu, Cybertrucku.
V srpnu 2019, odcestovala na Nový Zéland, aby společně s Weta Workshop vytvořila kostýmu Straška pavího. 
V roce 2020, Gierz dabovala postavu CGO v seriálu Čas na dobrodružství.

## Osobní život
Od roku 2016 po 2020 žila v San Francisku. V roce 2020 oznámila, že se stěhuje do Los Angeles.
Gierz je dcerou spisovatelky a televizní moderátorky Caroline Gierz, kterou popisuje jako lovkyni duchů, kvůli její televizní show o paranormálních jevech. Předkem Gierz je Lars Magnus Ericsson, zakladatel telekomunikační společnosti Ericsson.
Když bylo Giertz šestnáct let, strávila jako výměnná studentka jeden rok v Číně, ve městě Che-fej. Během jejího pobytu si zahrála v jedné epizodě čínského sitkomu Huan Xi Long Xia.
V dubnu 2018 Giertz oznámila, že byla diagnostikována s nerakovinným mozkovým nádorem. Po operaci v květnu 2018 nadále pokračovala se zveřejňováním vtipných a pozitivních zpráv o pokroku. V lednu roku 2019 Giertz uvedla, že se její nádor vrátil. Po několika měsících radioterapie se Giertz v květnu 2019 zase vrátila k tvorbě videí a s projektem, kde přeměnila svoji fixační masku v umění.